# Bystřice (district de Benešov)
Pour les articles homonymes, voir Bystřice.
Bystřice (en allemand : Bistritz) est une ville du district de Benešov, dans la région de Bohême-Centrale, en République tchèque. Sa population s'élevait à 4 686 habitants en 2024.

## Géographie
Bystřice se trouve à 6 km au sud-sud-est de Benešov et à 42 km au sud-sud-est de Prague.
La commune est limitée par Benešov au nord, par Struhařov, Postupice et Popovice à l'est, par Jankov, Votice et Olbramovice au sud, et par Vrchotovy Janovice, Maršovice et Tisem à l'ouest.

## Histoire
Bystřice a été fondé entre 1258 et 1278 par Andreas von Dubá.

## Patrimoine

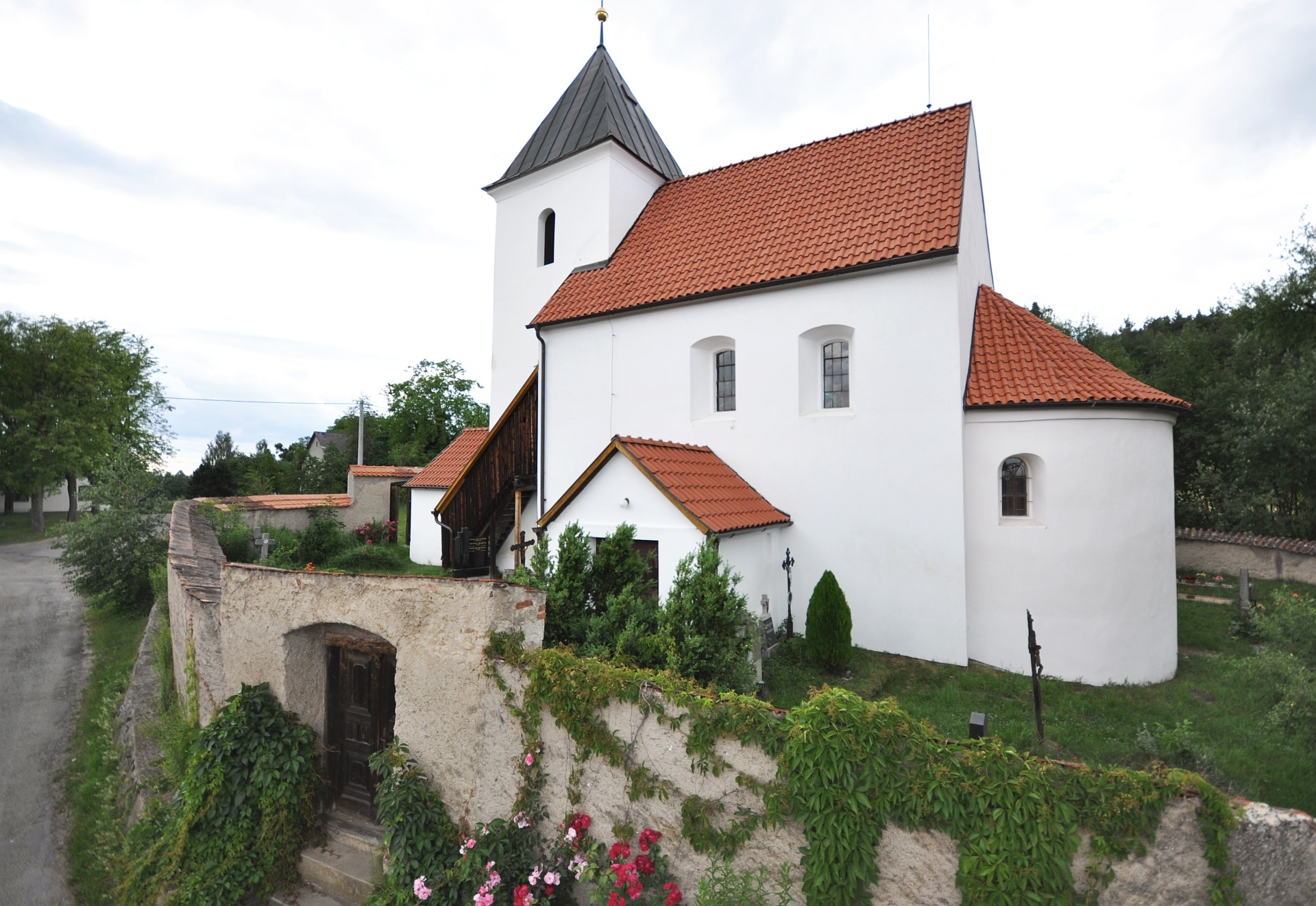
Tožice : église Saint-Martin.
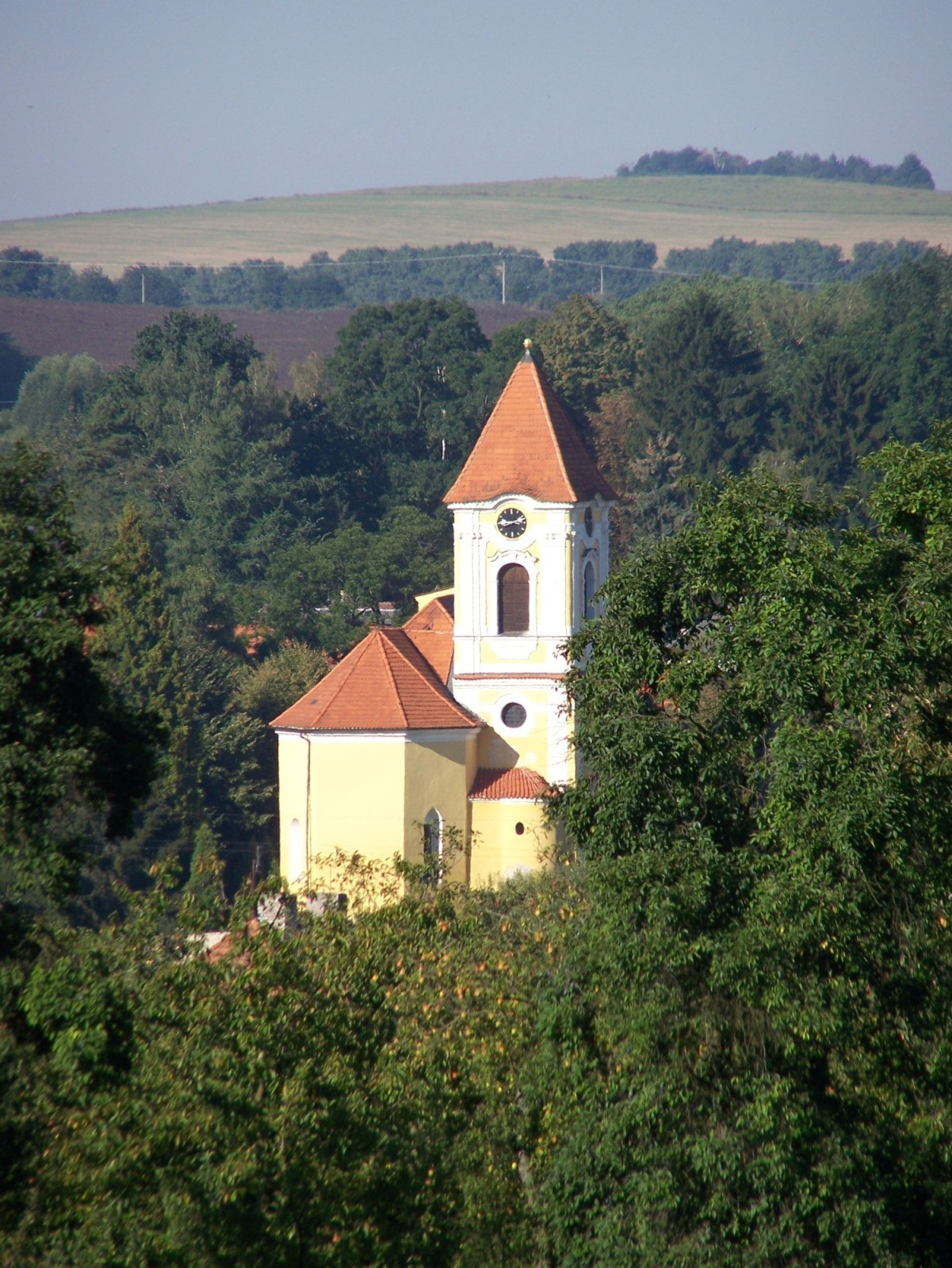
Bystřice : église Saints-Simon-et-Jude.
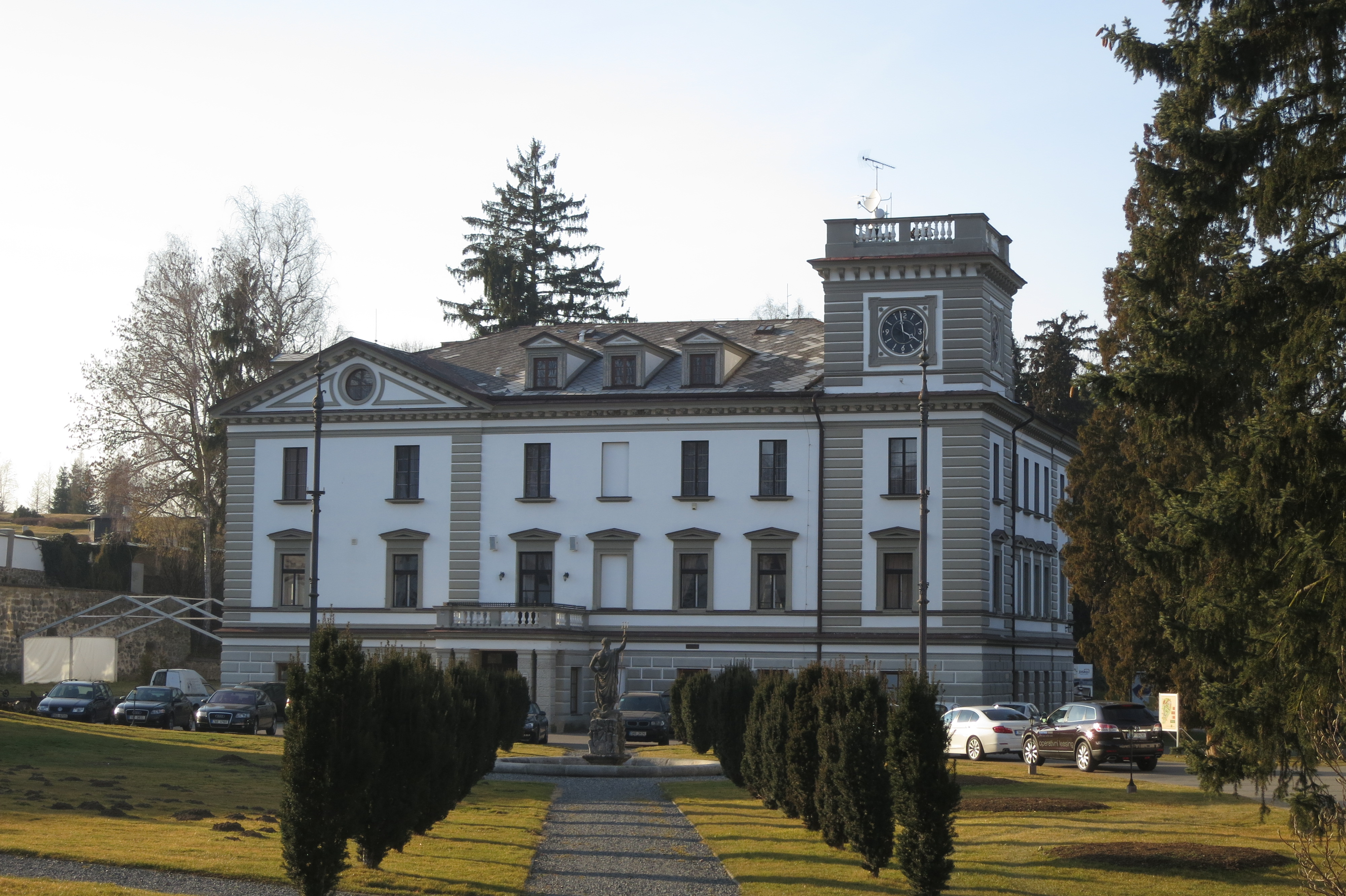
Château de Tvoršovice.

## Administration
La commune se compose de 26 sections :
- Božkovice
- Bystřice
- Drachkov
- Hlivín
- Hůrka
- Jarkovice
- Jeleneč
- Jinošice
- Jiřín
- Jírovice
- Kobylí a Plchov
- Líšno
- Líštěnec
- Mlýny
- Mokrá Lhota
- Nesvačily
- Opřetice
- Ouběnice
- Petrovice
- Radošovice
- Semovice
- Strženec
- Tožice
- Tvoršovice
- Vojslavice
- Zahořany